# Перламутровка Александра
Перламутровка александра (лат. Argynnis alexandra) — дневная бабочка из семейства нимфалид.

## Описание
Длина переднего крыла 25—27 мм. Размах крыльев 55—60 мм. Верхняя сторона крыльев рыжая с рисунком из чёрных пятен, характерным для всех представителей рода Argynnis. С нижней стороны вершины передних крыльев и наружные края крыльев осветлены, на задних крыльях в средней части имеется перевязь, образованная серебристыми пятнами. Другая группа пятен располагается в прикорневой части задних крыльев. Наиболее крупное пятно располагается в центральной ячейке.

## Ареал и местообитание
Автохтон Талыша. Распространена в Азербайджане, западном Копетдаге, северном Иране.
Населяет лесной горный пояс на высотах 1000—1500 метров над уровнем моря. На Кавказе — в светлых лиственных горных лесах гирканского типа на высотах от 300 до 1500 метров над уровнем моря. Встречается во влажных лесах на полянах и опушках, вдоль дорог и на лесных просеках, на лесных полянах с зарослями папоротника орляка (Pteridium sp.).

## Биология
За год развивается в одном поколении. Время лёта бабочек в июне — июле. Гусеницы вылупятся спустя через 2 недели после откладывания их самкой. Зимуют гусеницы первого возраста, которые часто собираются вместе в свернутых сухих листьях. Гусеницы ведут скрытный образ жизни и питаются преимущественно в ночное время суток. Взрослые гусеницы перед окукливанием некоторое время активно перемещаются в поисках подходящего места для окукливания. Питаются гусеницы листьями фиалок Viola. Куколка длиной 21-25 мм. Гусеницы и куколки являются хозяевами для паразитических перепончатокрылых насекомых из семейства Chalcidae.

## Охрана
Вид занесён в Красную книгу Азербайджана.